# 統計庁
統計庁（とうけいちょう、National Statistical Office）は、大韓民国における企画財政部傘下の国家行政機関。統計業務を全般的に計画し、統計基準を設定して総合・調整する等、各種統計資料の処理に関する業務を担当する。日本の総務省統計局に相当する。

## 所在地
- 大田広域市西区屯山洞920番地 政府大田庁舎3棟

## 組織

### 幹部
- 庁長
  - 代弁人
- 次長
  - 企画調整官
  - 監査担当官

### 下部組織
| - 運営支援課 - 統計政策局 - 統計データハブ局 | - 経済統計局 - 社会統計局 - 調査管理局 |

### 所属機関
- 統計教育院
- 統計開発院
- 地方統計庁
  - 京仁地方統計庁[1]（ソウル特別市、仁川広域市、京畿道）
  - 東北地方統計庁[2]（大邱広域市、慶尚北道、江原特別自治道）
  - 湖南地方統計庁[3]（光州広域市、全羅北道、全羅南道、済州特別自治道）
  - 東南地方統計庁[4]（釜山広域市、蔚山広域市、慶尚南道）
  - 忠清地方統計庁[5]（大田広域市、世宗特別自治市、忠清北道、忠清南道）

## 景気基準日付
- 第1循環[6] （谷）1972年3月  （山）1974年2月　（谷）1975年6月
- 第2循環[7] （谷）1975年6月  （山）1979年2月　（谷）1980年9月
- 第3循環 （谷）1980年9月  （山）1984年2月　（谷）1985年9月
- 第4循環[8] （谷）1985年9月  （山）1988年1月　（谷）1989年7月
- 第5循環[9] （谷）1989年7月  （山）1992年1月　（谷）1993年1月
- 第6循環[10][11] （谷）1993年1月  （山）1996年3月　（谷）1998年8月
- 第7循環[12] （谷）1998年8月  （山）2000年8月　（谷）2001年7月
- 第8循環[13] （谷）2001年7月  （山）2002年12月 （谷）2005年4月
- 第9循環[14] （谷）2005年4月  （山）2008年1月　（谷）2009年2月
- 第10循環[15]（谷）2009年2月  （山）2011年8月　（谷）2013年3月
- 第11循環[16]（谷）2013年3月  （山）2017年9月　（谷）2020年5月